# Зейдль, Габриэль фон
Габриэль фон Зейдль (нем. Gabriel von Seidl; 9 декабря 1848, Мюнхен, Бавария — 27 апреля 1913, Мюнхен, Бавария) — немецкий архитектор периода историзма и историко-регионального стиля хайматкунст.
Габриэль Зейдль был сыном богатого мюнхенского пекаря Антона Зейдля и его жены Терезы, дочери известного в городе пивовара Габриэля Зедльмайра. Вначале Габриэль изучал технологию машиностроения в Политехнической школе в Мюнхене и некоторое время работал механиком в Англии. Затем он обнаружил, что его настоящий талант лежит в области архитектуры, и поступил в мюнхенскую Академию изобразительных искусств. Его учёба была прервана в 1870—1871 годах франко-прусской войной. После стажировки в Риме в 1878 году Габриэль Зейдль открыл собственную студию проектирования архитектурного интерьера.
Во время учёбы Зейдль присоединился к основанному в 1851 году Мюнхенскому обществу художественных ремёсел (Münchner Kunstgewerbeverein) и быстро завоевал признание его членов: Лоренца Гедона, Рудольфа фон Зейца и Фрица фон Миллера. В 1873 году был среди основателей мюнхенского объединения художников «Аллотрия».
В 1900 году Габриэль Зейдль стал кавалером Баварского ордена Максимилиана за достижения в науке и искусстве и тем самым был возведён в рыцарское достоинство (Ritter von Seidl). В 1908 году был награждён прусским орденом Pour le Mérite («За заслуги»).
В 1902 году Габриэль фон Зейдль основал ассоциацию по сохранению естественной красоты долины реки Изар (Isartalverein). 14 апреля 1909 года Зейдль в связи с постройкой им нового здания Исторического музея Пфальца стал почётным гражданином города Шпайера (в сегодняшней земле Рейнланд-Пфальц). В 1913 году ему было присвоено звание почётного гражданина Мюнхена.
С 1866 года Зейдль, как и его двоюродный брат Габриэль рыцарь фон Зедльмайр, был членом Корпуса Германии (Corps Germania) в Мюнхене. Он много строил в Мюнхене и других городах. В 1887—1891 годах строил здание музея Ленбаххаус в Мюнхене. В 1894—1899 годах — здание Баварского национального музея.
В 1885 году по его плану был построен Новый замок Бюдесхайм (Neues Schloss Büdesheim). В 1894 году кайзер Вильгельм II поручил Зейдлю заняться реконструкцией своего родового замка в стиле историзма. Однако после посещения замка Зейдль отказался от этого заказа со словами: «Этот замок настолько испорчен, что я ничего не могу сделать, кроме как построить его заново». Зейдль, отказавшийся от этой важной комиссии, в последующие годы перестраивал старинные замки для других клиентов, например, водный замок Шёнау в 1899—1900 годах, используя приёмы исторического стиля «хайматкунст».
В 1890 году он женился на Франциске Нойнцерт, дочери лесничего. От этого брака родилось пятеро детей. Зейдль умер в 1913 году в своём доме-студии на Марсштрассе, 28 в Мюнхене. Похоронен на Старом Южном кладбище в Мюнхене.
Брат Габриэля фон Зейдля, Эмануэль фон Зейдль (1856—1919), также был архитектором.

## Наиболее характерные постройки Габриэля фон Зейдля в стиле хайматкунст

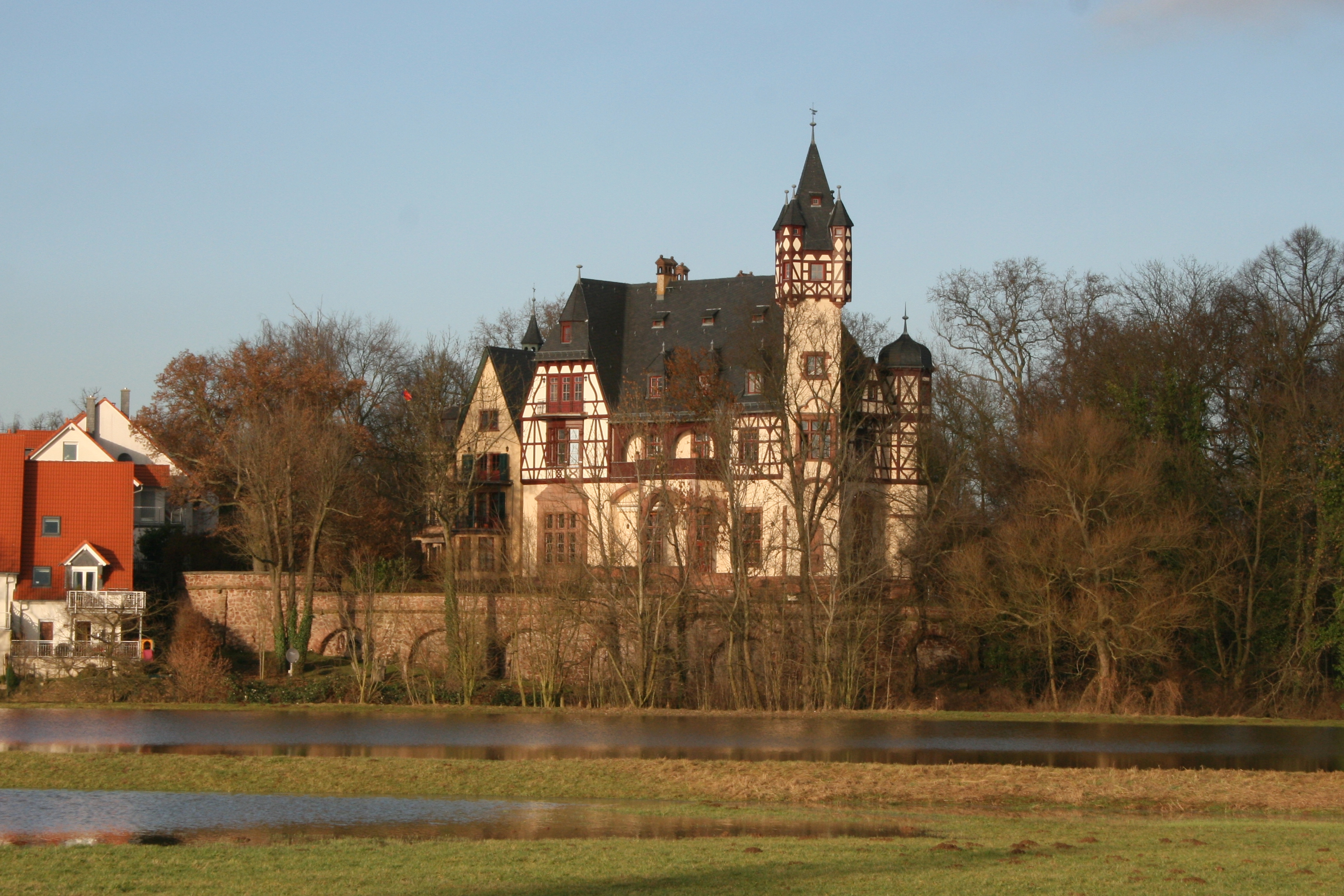
Новый замок Бюдесхайм. 1885
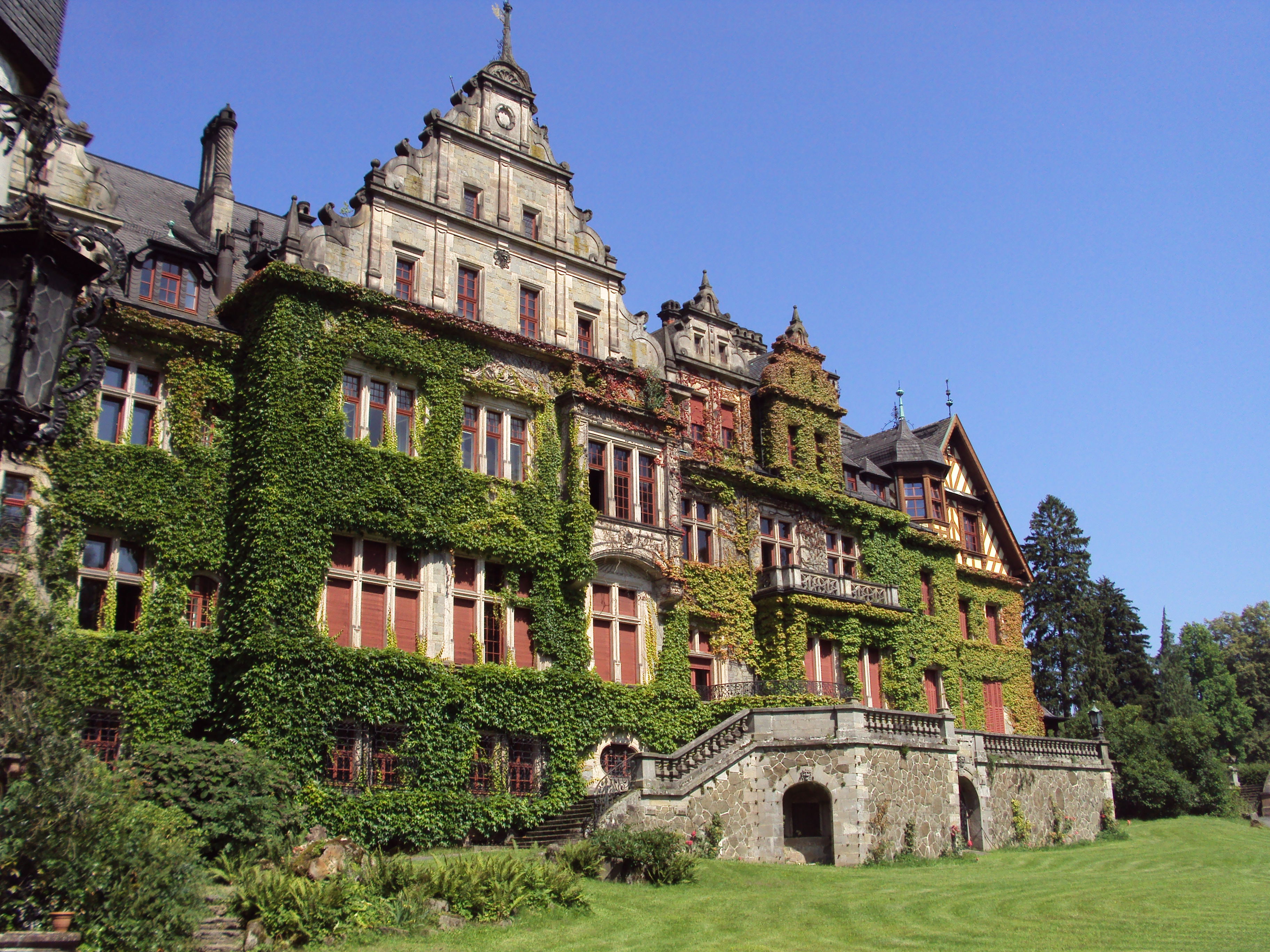
Замок Рамхольц. 1893–1896
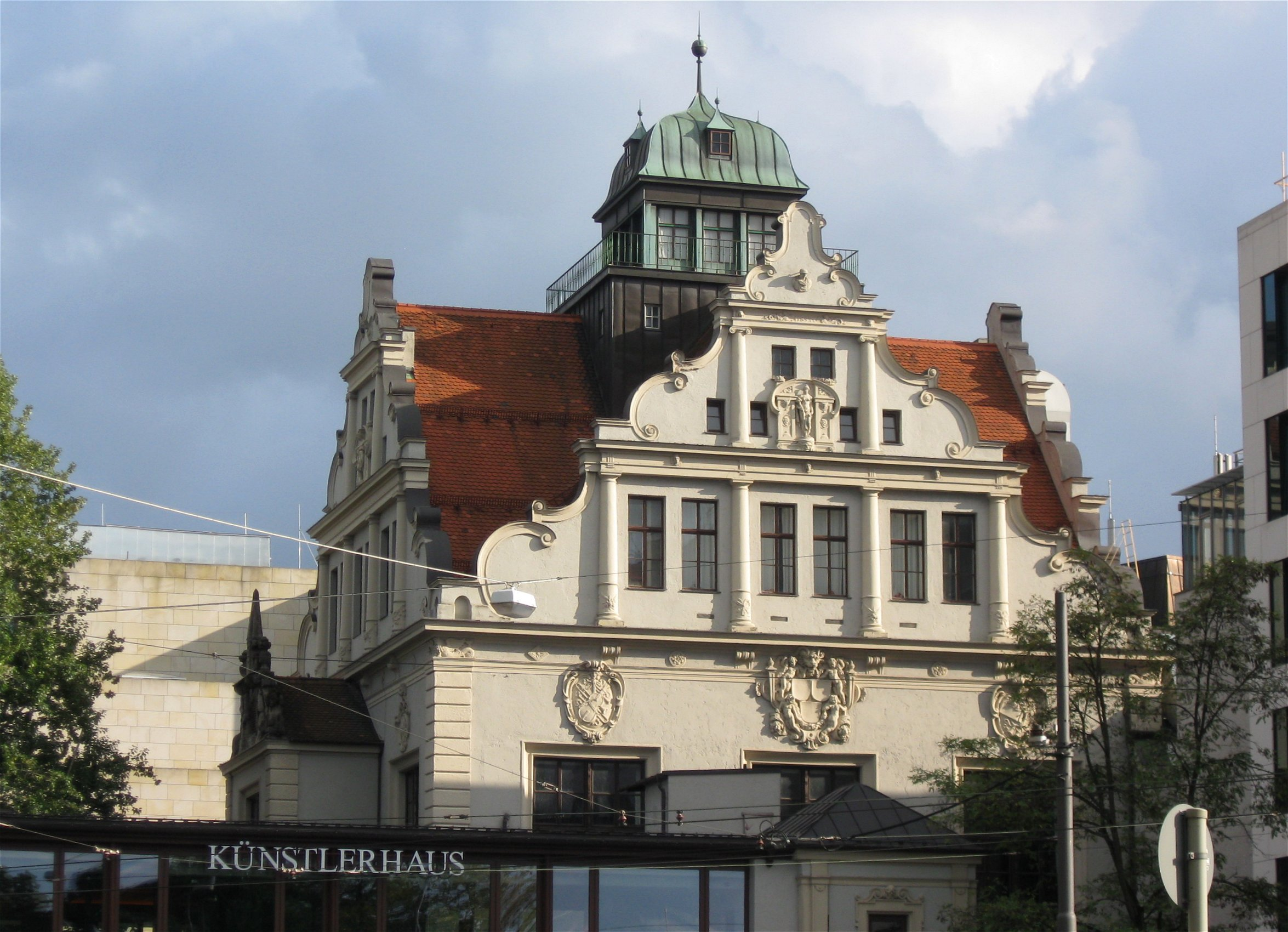
Кюнстлерхаус на Ленбахплац, Мюнхен. 1893–1900
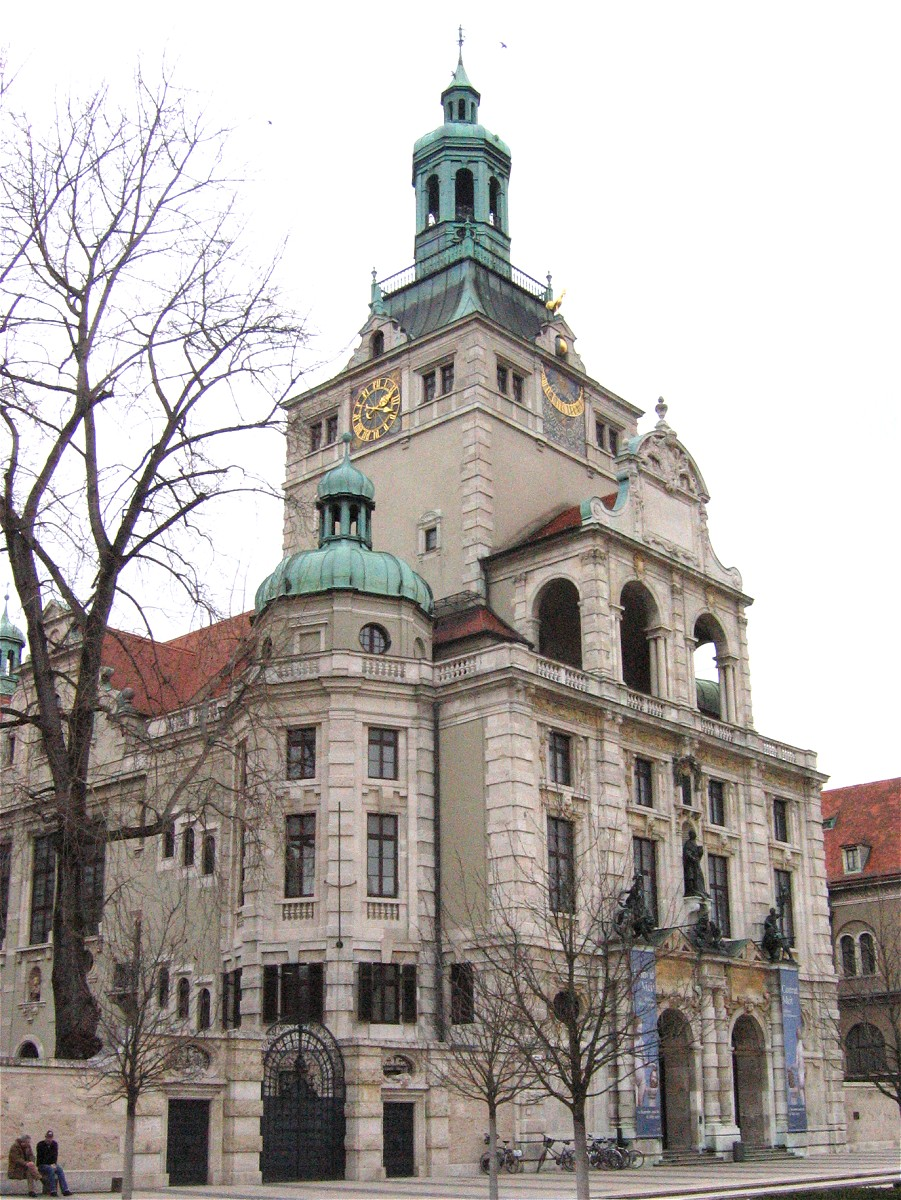
Здание Баварского национального музея. Мюнхен. 1894—1899
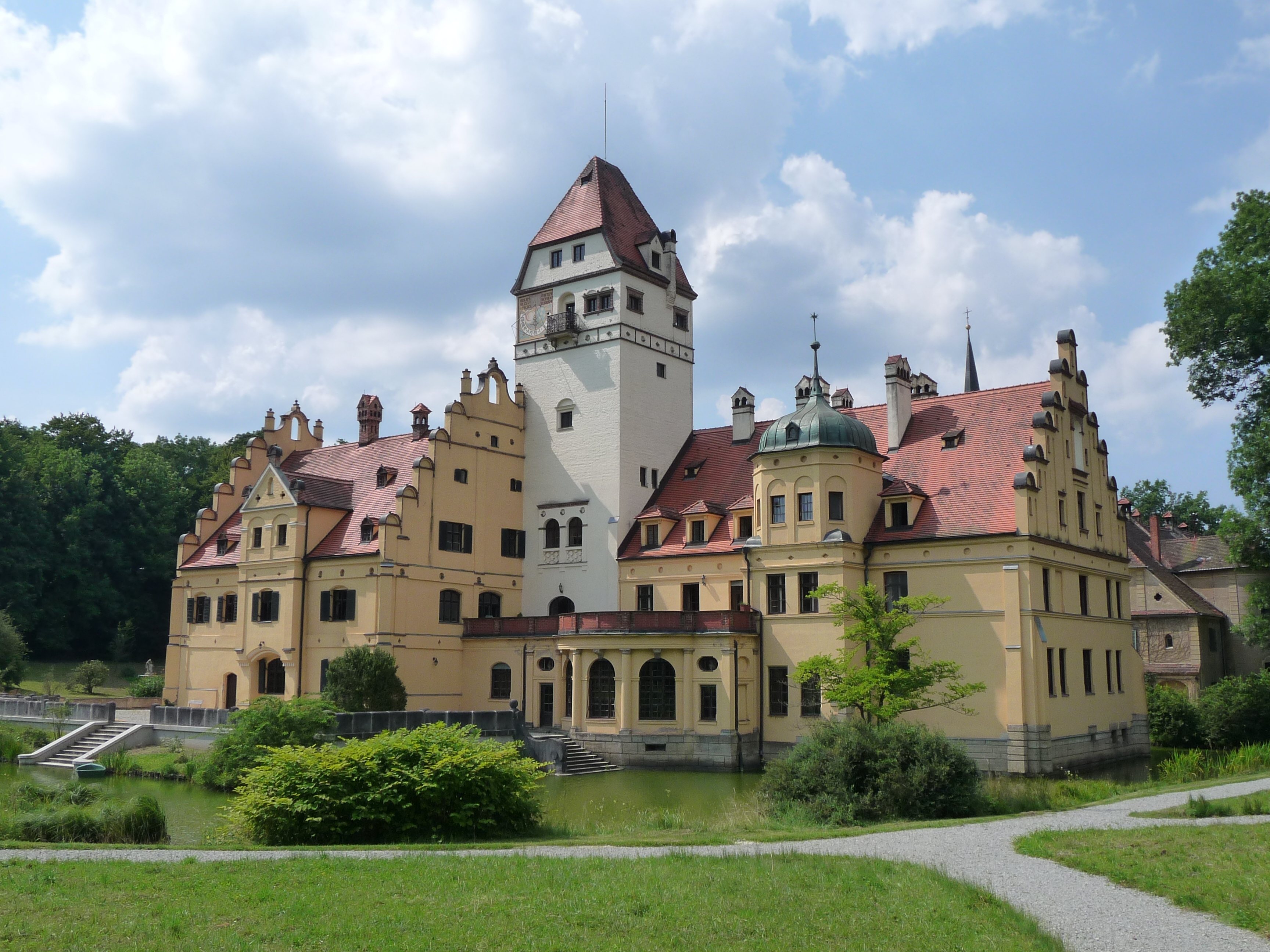
Водный замок в Шёнау. 1899—1900
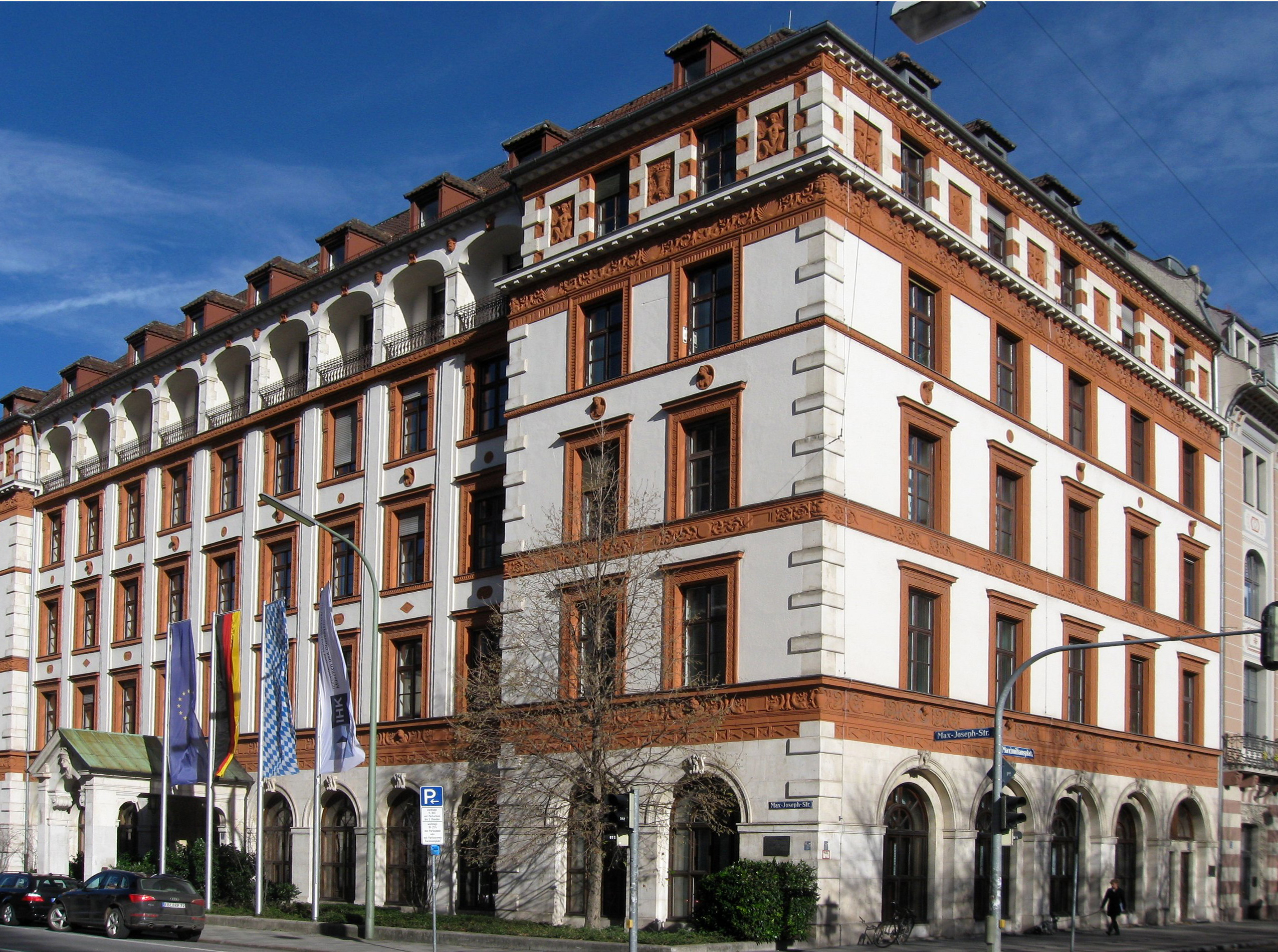
Офисное здание на Макс-Йозеф-Штрассе в Мюнхене. 1911–1912
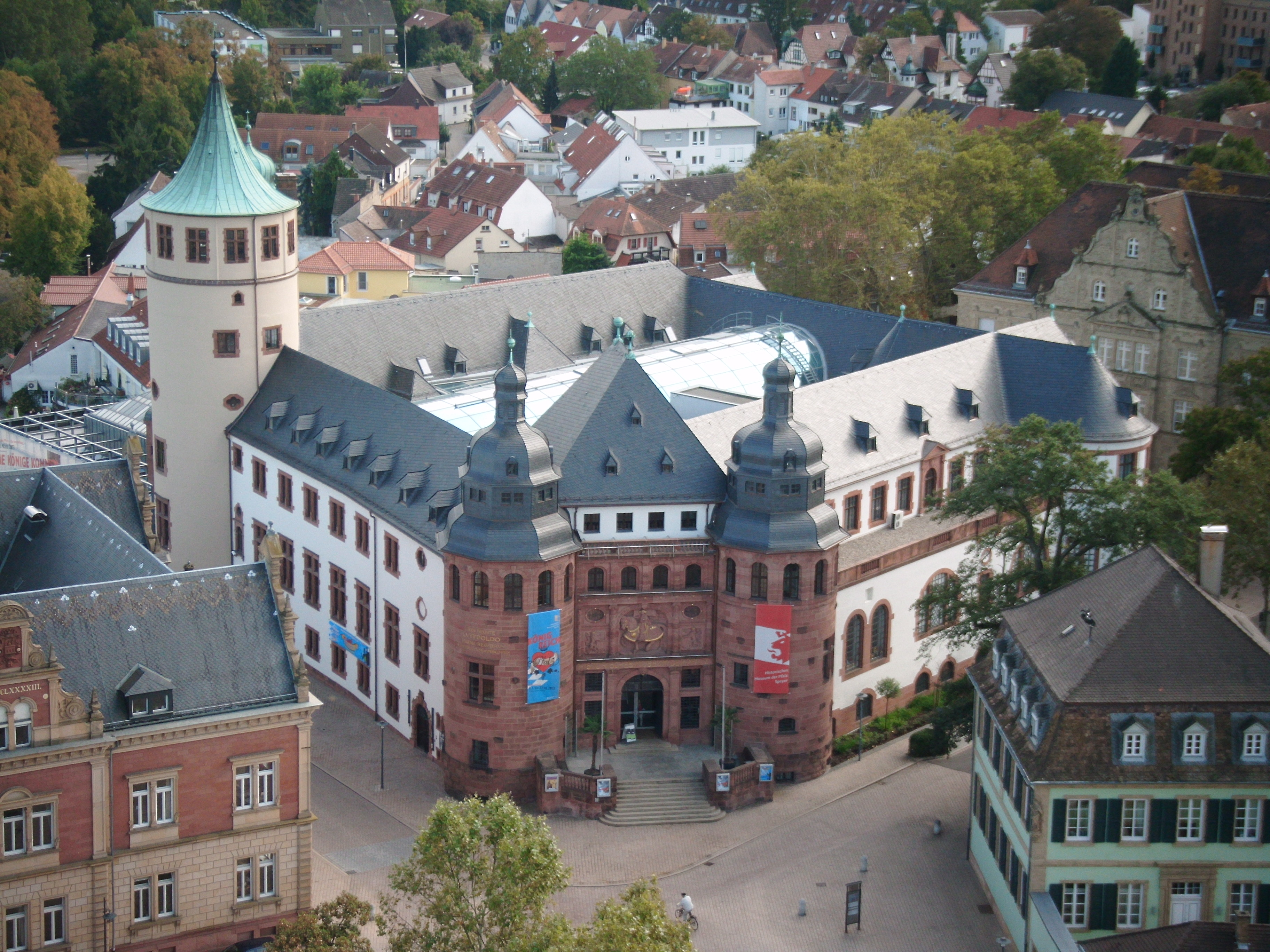
Здание Исторического музея Пфальца. Шпайер. 1907
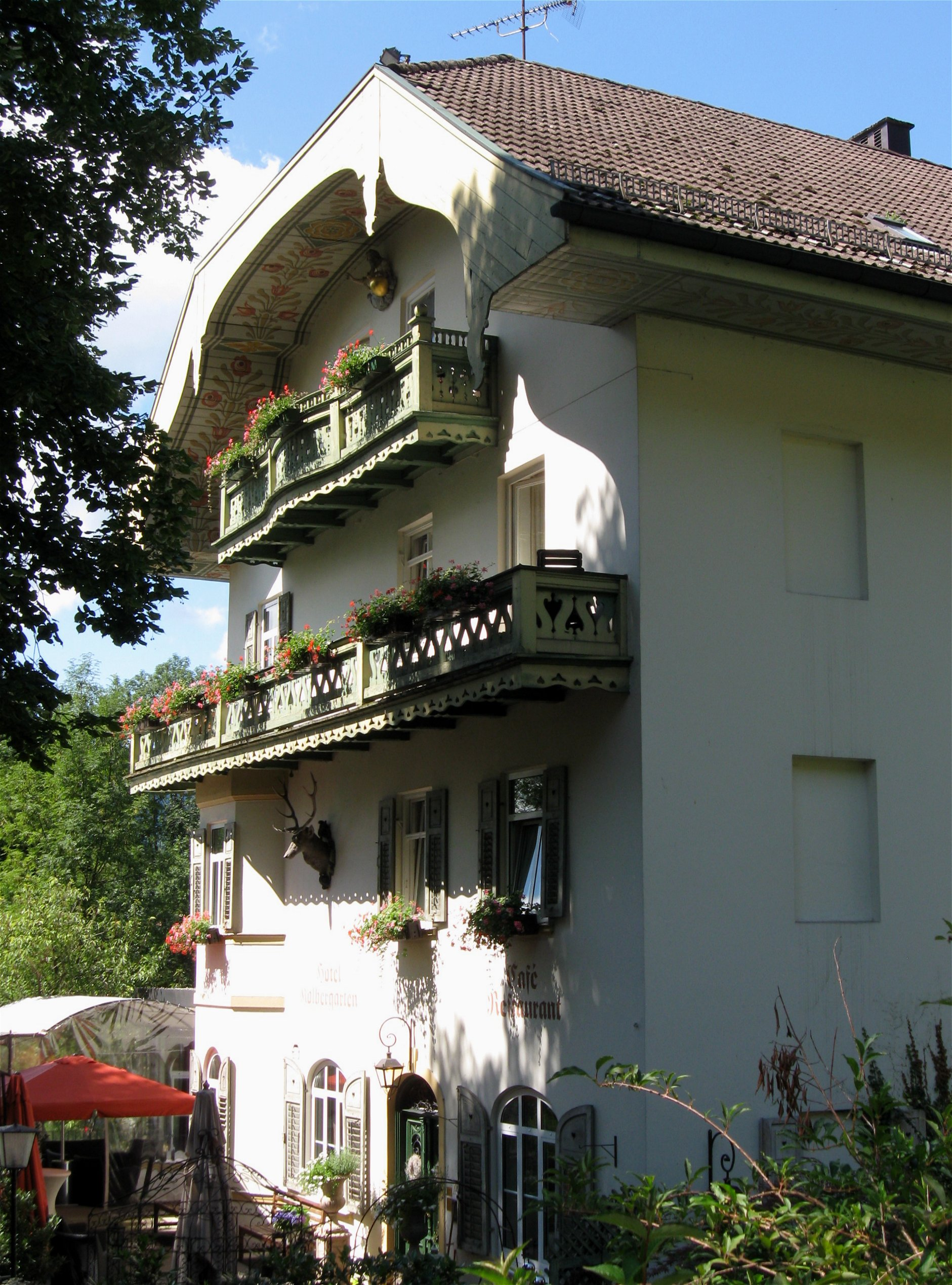
Отель Кольбергартен. Бад-Тёльц. 1906
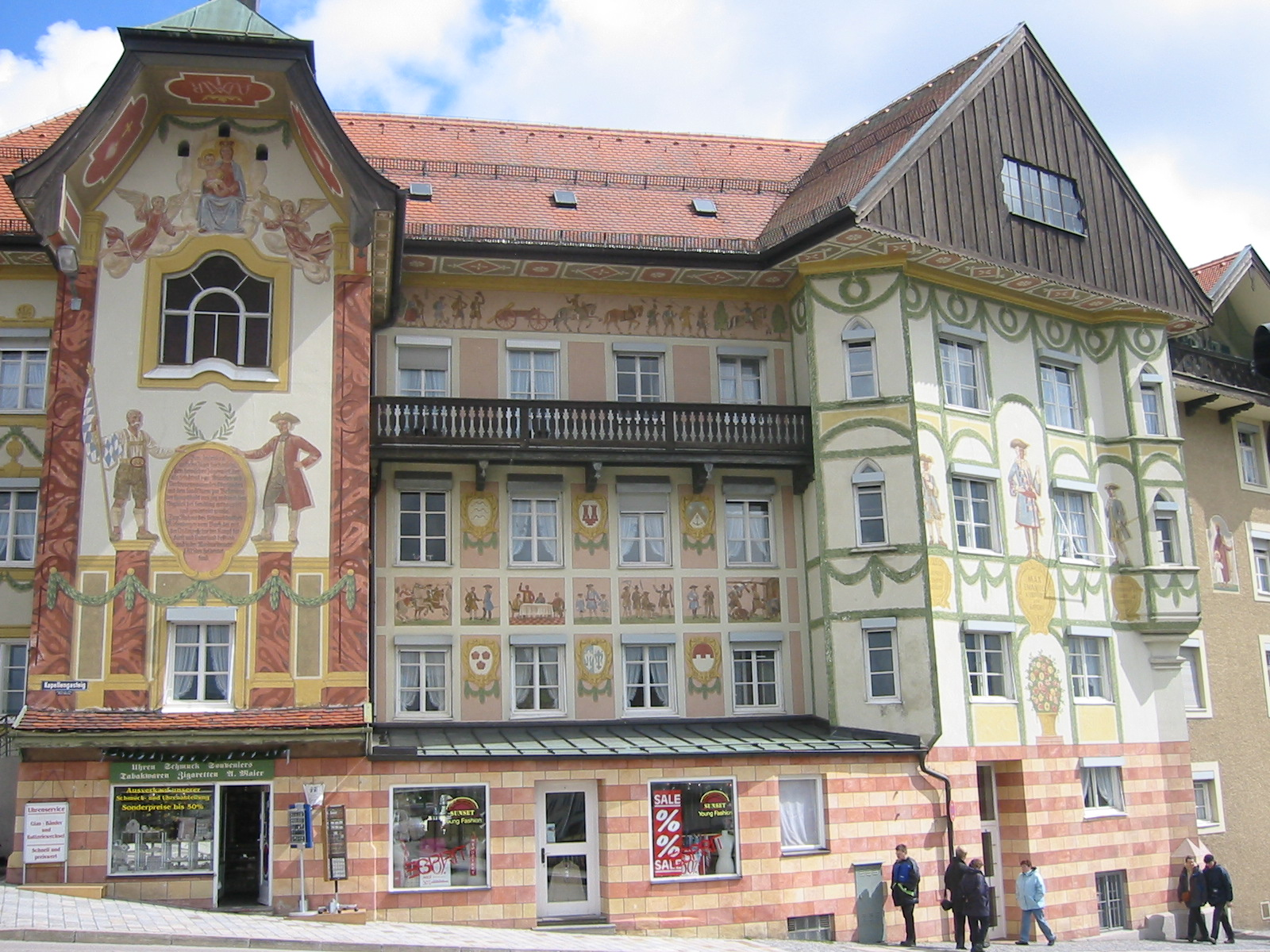
Реконструкция старинного дома в Бад-Тёльце. Долина реки Изар, Бавария